# Summer Son
Summer Son (englisch für „Sommer-Sohn“) ist ein Lied der britischen Pop-Rock-Band Texas. Der Song ist die zweite Singleauskopplung ihres fünften Studioalbums The Hush und wurde am 9. August 1999 veröffentlicht.

## Inhalt
Summer Son handelt von einer erloschenen Liebe beziehungsweise einer unglücklichen Beziehung. Sharleen Spiteri singt den Text aus der Perspektive des lyrischen Ichs und berichtet, dass sie am Boden lag und ihr Herz gestohlen wurde. Sie sei es leid, die Beziehung weiterzuführen und sei nun über ihren Partner hinweg, dessen Berührungen sich mittlerweile falsch anfühlten. Der Traum, den sie einst hatte, habe sich aufgelöst.

“Here comes the summer’s son

He burns my skin

I ache again

I’m over you”

## Produktion
Der Song wurde von Texas-Mitglied Johnny Mac produziert, der zusammen mit seinen Bandkollegen Sharleen Spiteri, Eddie Campbell und Robert Hodgens auch als Autor des Stücks fungierte. Charakteristisch sind die im Refrain zu hörenden Röhrenglocken.

## Musikvideo
Bei dem zu Summer Son gedrehten Musikvideo führte Stéphane Sednaoui Regie. Es verzeichnet auf YouTube über elf Millionen Aufrufe (Stand: Juli 2022) und besitzt eine Altersbeschränkung. Das Video zeigt Texas-Sängerin Sharleen Spiteri, die zu Beginn Rücken an Rücken mit einem männlichen, oberkörperfreien Model auf einem Bett sitzt, während sie den Song singt. Anschließend winden sich beide umeinander, kabbeln und liebkosen sich. Am nächsten Morgen schläft der Mann noch, während Sharleen Spiteri auf dem Bett sitzt und eine strahlende Lichtgestalt durch das Fenster den Raum betritt. Sie folgt der Gestalt und vergnügt sich mit dieser am Strand. Am Ende ist sie wieder eng umschlungen auf dem Bett mit dem Model zu sehen, das in einigen Szenen durch die Lichtgestalt ersetzt wird.

## Single

### Covergestaltung
Das Singlecover zeigt Texas-Sängerin Sharleen Spiteri, deren Augen von ihren Haaren verdeckt sind. Sie wird vom Sonnenlicht angestrahlt und im Hintergrund sind Palmen zu sehen. Im oberen Teil des Bilds befindet sich der weiße Schriftzug Texas, während der Titel Summer Son, ebenfalls in Weiß, rechts unten steht.

### Titellisten
Single
1. Summer Son – 4:04
2. Summer Son (Giorgio Moroder Radio Mix) – 3:39

Maxi
1. Summer Son – 4:04
2. Don’t You Want Me (Live at Glastonbury ’99) – 5:15
3. Summer Son (Giorgio Moroder Alternative 12") – 5:16
4. Summer Son (Tee’s Freeze Mix) – 7:30

### Chartplatzierungen
Summer Son stieg am 23. August 1999 auf Platz 18 in die deutschen Singlecharts ein und erreichte fünf Wochen später mit Rang drei die höchste Platzierung. Insgesamt hielt sich der Song 16 Wochen lang in den Top 100, davon sieben Wochen in den Top 10. Weitere Top-10-Platzierungen gelangen unter anderem in Österreich, der Schweiz, Finnland, Frankreich, dem Vereinigten Königreich und Spanien. In den deutschen Single-Jahrescharts 1999 belegte das Lied Rang 36.
| ChartsChartplatzierungen     | Höchstplatzierung | Wochen |
| ---------------------------- | ----------------- | ------ |
| Deutschland (GfK)            | 3 (16 Wo.)        | 16     |
| Österreich (Ö3)              | 3 (13 Wo.)        | 13     |
| Schweiz (IFPI)               | 3 (27 Wo.)        | 27     |
| Vereinigtes Königreich (OCC) | 5 (13 Wo.)        | 13     |

| ChartsJahrescharts (1999) | Platzierung |
| ------------------------- | ----------- |
| Deutschland (GfK)         | 36          |
| Schweiz (IFPI)            | 28          |

### Verkaufszahlen und Auszeichnungen
Summer Son erhielt noch im Erscheinungsjahr in Deutschland für mehr als 250.000 Verkäufe eine Goldene Schallplatte.
| Land/Region        | Auszeichnungen für Musikverkäufe (Land/Region, Auszeichnung, Verkäufe) | Verkäufe |
| ------------------ | ---------------------------------------------------------------------- | -------- |
| Belgien (BRMA)     | Gold                                                                   | 25.000   |
| Deutschland (BVMI) | Gold                                                                   | 250.000  |
| Frankreich (SNEP)  | Gold                                                                   | 250.000  |
| Insgesamt          | 3× Gold ·                                                              | 525.000  |